# Mechanik (film 2004)
Mechanik (ang. The Machinist) – anglojęzyczny thriller psychologiczny z 2004 roku, zrealizowany w międzynarodowej koprodukcji, w reżyserii Brada Andersona na podstawie scenariusza Scotta Kosara. Zdjęcia do filmu powstały w Barcelonie.

## Opis fabuły
Głównym bohaterem filmu jest Trevor Reznik, trzydziestokilkuletni tokarz. Na skutek tragicznego zdarzenia zapada na bezsenność i częściową amnezję. Wycieńczony fizycznie i psychicznie doświadcza serii niewytłumaczalnych zdarzeń. Żyjąc po części w świecie realnym, po części we własnych urojeniach, odkrywa prawdę o swojej przeszłości, pogrążając się jednocześnie w obłędzie.

## Obsada
- Christian Bale – Trevor Reznik
- Jennifer Jason Leigh – Stevie
- Aitana Sánchez-Gijón – Marie
- John Sharian – Ivan
- Michael Ironside – Miller
- Larry Gilliard Jr. – Jackson
- Robert Long – nadzorca
- Colin Stinton – inspektor Rogers
- Reg E. Cathey – Jones
- Anna Massey – pani Shike
- Ferrán Lahoz – Gonzales
- James DePaul – Reynolds
- Jeremy Xidu – ewangelista
- Matthew Romero Moore – Nicholas
- Norman Bell – urzędnik DMV

## Nagrody
- 2004: Brad Anderson wygrał Grand Prize of European Fantasy Short Film in Silver oraz Narcisse Award podczas Neuchâtel International Fantasy Film Festival.
- 2004: na Catalonian International Film Festival Christian Bale wygrał w kategorii najlepszy aktor, Xavi Giménez w kategorii najlepsze zdjęcia.
- 2005: Christian Bale nominowany do Saturna w kategorii najlepszy aktor.
- 2005: Roque Baños nominowany do Nagrody Goya w kategorii najlepsza piosenka.